# Rhodnius
Rhodnius é um gênero de insetos da subfamília Triatominae, família Reduviidae. 

## Taxonomia
O gênero é parafilético em relação ao Psammolestes.
São reconhecidas 19 espécies válidas:
- Rhodnius amazonicus Almeida, Santos & Sposina, 1973
- Rhodnius barretti Abad-Franch, Palomeque & Monteiro, 2013
- Rhodnius brethesi Matta, 1919
- Rhodnius colombiensis Moreno Mejía, Galvão & Jurberg, 1999
- Rhodnius dalessandroi Carcavallo & Barreto, 1976
- Rhodnius domesticus Neiva & Pinto, 1923
- Rhodnius ecuadoriensis Lent & León, 1958
- Rhodnius milesi Carcavallo, Rocha, Galvão, Jurberg, 2001
- Rhodnius montenegrensis Rosa, Rocha, Gardim, Pinto, Mendonça, Ferreira Filho, Carvalho, Camargo, Oliveira, Nascimento, Cilense & Almeida, 2012
- Rhodnius nasutus Stål, 1859
- Rhodnius neglectus Lent, 1954
- Rhodnius neivai Lent, 1953
- Rhodnius pallescens Barber, 1932
- Rhodnius paraensis Sherlock, Guitton & Miles, 1977
- Rhodnius pictipes Stål, 1872
- Rhodnius prolixus Stål, 1859
- Rhodnius robustus Larrousse, 1927
- Rhodnius stali Lent, Jurberg & Galvão, 1993
- Rhodnius zeledoni Jurberg, Rocha & Galvão, 2009